# باربرا راديشي
باربرا راديشي (بالإيطالية: Barbara Radice)‏ هي كاتِبة إيطالية، ولدت في 29 نوفمبر 1943 في كومو في إيطاليا.